# Estadio Latinoamericano
L'Estadio Latinoamericano est un stade de baseball situé à La Havane (Cuba). Stade national cubain de 55 000 places, il accueille les principales compétitions nationales ou internationales de baseball. Deux clubs l'utilisent régulièrement : Leones de Industriales (depuis 1961) et Metropolitanos Guerreros (depuis 1974).

## Histoire
Inaugurée en 1946, cette enceinte compte à l'origine 34 000 places. Situé dans le quartier de Cerro, le stade prend d'abord le nom d'Estadio del Cerro, puis celui de Gran Estadio de La Habana avant d'adopter son nom actuel en 1961. Les travaux de rénovation et d'agrandissement portant la capacité à 55 000 places ont lieu en 1971.
Le stade est utilisé par les Leones de Industriales (depuis 1961) et les Metropolitanos Guerreros (depuis 1974) pour leurs matchs à domicile en Championnat de Cuba de baseball. Cette enceinte accueille également les Séries des Caraïbes 1949, 1953 et 1957, la Coupe du monde de baseball 1952, 1973, 1984 et 2003 et les Jeux panaméricains 1991, mais aussi des spectacles culturels ou des manifestations politiques.
Le 22 mars 2016, le stade Latino-américain accueille la rencontre entre la sélection cubaine et les Rays de Tampa Bay devant Barack Obama et Raúl Castro (défaite 1-4).